# تاول ساییدگی

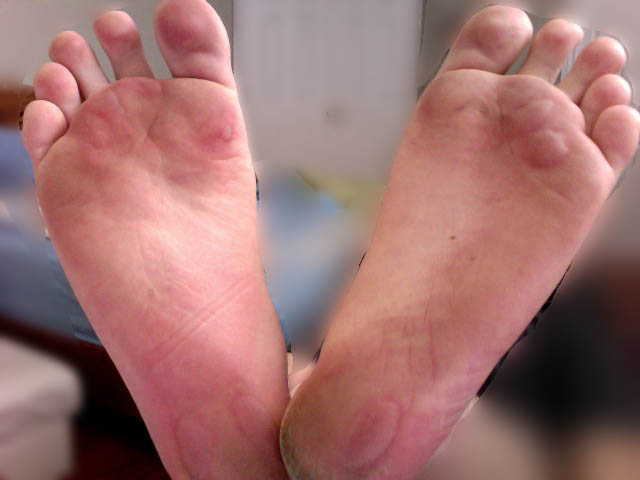
تاول ساییدگی بر روی پا

تاول ساییدگی (انگلیسی: Friction blister) گونه‌ای از شرایط پوستی است که ممکن است در اثر فشار و ساییدگی ایجاد، و در اثر گرما، رطوبت، یا جوراب‌های کتانی تشدید شود. تاول‌های ساییدگی می‌تواند با آبدانک‌ها یا تاول‌ها نمایان شوند.